# 拉勒 (索恩-卢瓦尔省)
拉勒（法語：Lalheue，法語發音：[lalø]）是法国索恩-卢瓦尔省的一个市镇，属于索恩河畔沙隆区。

## 地理
拉勒（46°38'54"N, 4°47'40"E）面积6.87 平方千米，位于法国勃艮第-弗朗什-孔泰大區索恩-卢瓦尔省，该省份为法国中部省份，北起顺时针与科多尔省、汝拉省、安省、罗讷省、卢瓦尔省、阿列省和涅夫勒省接壤。
与拉勒接壤的市镇（或旧市镇、城区）包括：圣昂布勒伊、拉沙佩勒德布拉尼、莱沃、格罗讷河畔梅塞、楠通。

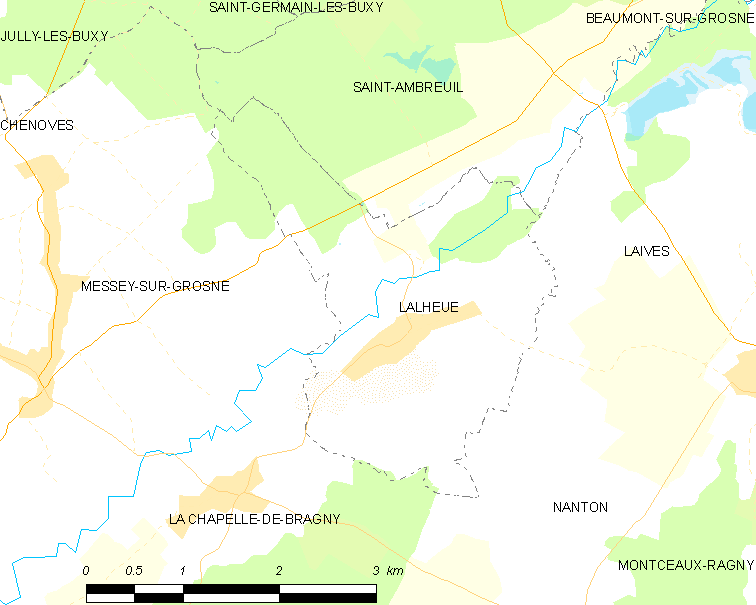
的OSM定位图

拉勒的时区为UTC+01:00、UTC+02:00（夏令时）。

## 行政
拉勒的邮政编码为71240，INSEE市镇编码为71252。

## 政治
拉勒所属的省级选区为图尔尼县。

## 人口

1962-2008年间人口变化图示

拉勒于2022年1月1日时的人口数量为350人。